# 絲鰭馬鮋
絲鰭馬鮋，為輻鰭魚綱鮋形目鮋亞目鮋科的其中一種，為熱帶海水魚，分布於中西太平洋菲律賓海域，棲息深度10-51公尺，體長可達2.9公分，棲息在珊瑚礁底層水域，生活習性不明。